# Begonia sambiranensis
Espèce
Begonia sambiranensis est une espèce de plantes de la famille des Begoniaceae. Ce bégonia est originaire de Madagascar. L'espèce fait partie de la section Quadrilobaria. L'espèce a été décrite en 1971 par Gérard-Guy Aymonin (1934-2014) et Jean Bosser (1922-…), à la suite des travaux de Henri Jean Humbert (1887-1967). L'épithète spécifique sambiranensis signifie « de Sambirano », en référence à la rivière malgache Sambirano, au long de laquelle ont été récoltés les spécimens types, près d'Ambongo.

## Répartition géographique
Cette espèce est originaire du pays suivant : Madagascar.